# Catocala pomerana
Catocala pomerana är en fjärilsart som beskrevs av Diesterweg 1921. Catocala pomerana ingår i släktet Catocala och familjen nattflyn. Inga underarter finns listade i Catalogue of Life.